# Malfá
Malfá är en oas i Libyen, på gränsen till Egypten.
Terrängen runt Malfá är platt.  Trakten runt Malfá är nära nog obefolkad, med mindre än två invånare per kvadratkilometer. Det finns inga samhällen i närheten. Trakten runt Malfá är ofruktbar med lite eller ingen växtlighet.